# Ctidružice
Ctidružice település Csehországban, a Znojmói járásban. Ctidružice Štítary, Blížkovice, Zálesí, Grešlové Mýto és Pavlice településekkel határos. Lakosainak száma 278 fő (2024. január 1.).

## Népesség
A település lakosságának változását az alábbi diagram mutatja:
| Lakosok száma | 437  | 486  | 536  | 442  | 428  | 345  | 310  | 306  | 291  | 278  |
|               | 1869 | 1890 | 1921 | 1950 | 1980 | 2001 | 2017 | 2019 | 2022 | 2024 |